# Třída Pchúmipchon Adunjadét
Třída Pchúmipchon Adunjadét je třída fregat vyvinutých pro thajské královské námořnictvo na základě jihokorejských fregat třídy Tegu (FFX-II). Jedná se o fregaty typu DW3000 jihokorejské loděnice Daewoo Shipbuilding and Marine Engineering (DSME). Objednána byla prototypová jednotka, která do služby vstoupila roku 2019. Plánována je stavba druhé jednotky této třídy.

## Pozadí vzniku
Fregaty třídy Pchúmipchon Adunjadét vyvinula jihokorejská loděnice DSME. V srpnu 2013 DSME získala zakázku v hodnotě 410 lionů amerických dolarů na stavbu prototypové jednotky. Kýl fregaty byl založen 16. května 2016 v loděnici DSME ve městě Okpo. Na vodu bylo plavidlo spuštěno 23. ledna 2017. V případě objednávky druhého plavidla je předpokládána jeho stavba realizována v thajských loděnicích. Prototypová fregata byla námořnictvu předána 19. prosince 2018. Její zařazení do služby je plánováno na rok 2019.
Thajské námořnictvo usiluje o stavbu druhé fregaty této třídy a požádalo o přidělení potřebných finančních prostředků ve fiskálním roce 2024.
Jednotky třídy Pchúmipchon Adunjadét:
| Jméno                          | Založení kýlu   | Spuštěna       | Vstup do služby | Status    |
| ------------------------------ | --------------- | -------------- | --------------- | --------- |
| Pchúmipchon Adunjadét (FF 471) | 16. května 2016 | 23. ledna 2017 | 7. ledna 2019   | aktivní   |
|                                |                 |                |                 | plánována |

## Konstrukce

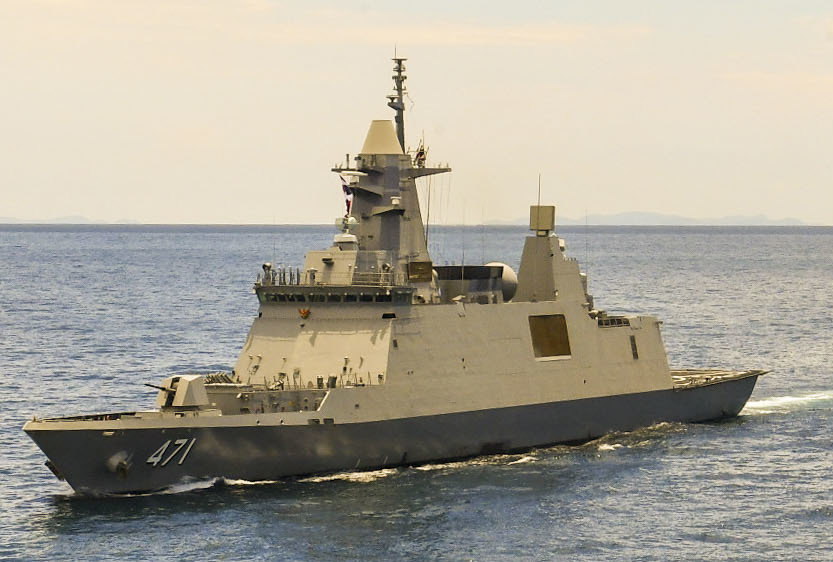
Pchúmipchon Adunjadét (FF 471)

Vybavení plavidel zahrnuje bojový řídící systém je typu Saab 9LV Mk4, radar Saab Sea Giraffe AMB, navigační radar Sperry Marine, dva systémy řízení palby Saab CEROS 200, trupový sonar ASO a vlečný sonar Atlas Electronik ACTAS. Hlavňovou výzbroj tvoří jeden 76mm kanón OTO Melara Super Rapid na přídi, doplněný dvěma dálkově ovládanými zbraňovými stanicemi MSI DS30M s 30mm kanónem. Za hlavní výzbrojí se nachází osminásobné vertikální odpalovací zařízení Mk 41 na vyvýšené plošině pro 32 protiletadlových řízených střel RIM-162 ESSM. Na střední jsou vybaveny dvěma čtyřnásobnými odpalovacími zařízeními pro protilodní střely RGM-84L Harpoon Block II. Pro bodovou obranu slouží 20mm hlavňový systém blízké obrany Phalanx na střeše hangáru. K ničení ponorek nese dva tříhlavňové 324mm torpédomety SEA. Na zádi se nachází přistávací plocha a hangár pro jeden vrtulník. Pohonný systém je typu CODAG. Tvoří jej jedna plynová turbína General Electric LM2500 o výkonu 29 000 hp a dva diesely MTU 16V 1163 M94, každý o výkonu 8000 hp, pohánějící dva lodní šrouby. Nejvyšší rychlost dosahuje 30 uzlů.